# 브랜던 마이클 스미스
브랜던 마이클 스미스(Brandon Mychal Smith, 1989년 5월 29일 ~ )는 미국의 배우이다.